# Otto Friedrich von der Groeben
Otto Friedrich von der Groeben (né le 16 avril 1657 à Napratten près d'Heilsberg en Ermland ; et mort le 30 juin 1728 à Marienwerder) est un noble de Prusse. Au service du Brandebourg-Prusse, il fonde en 1683 la colonie électorale du Brandebourg et le fort Groß Friedrichsburg sur la Côte de l'Or.

## Biographie

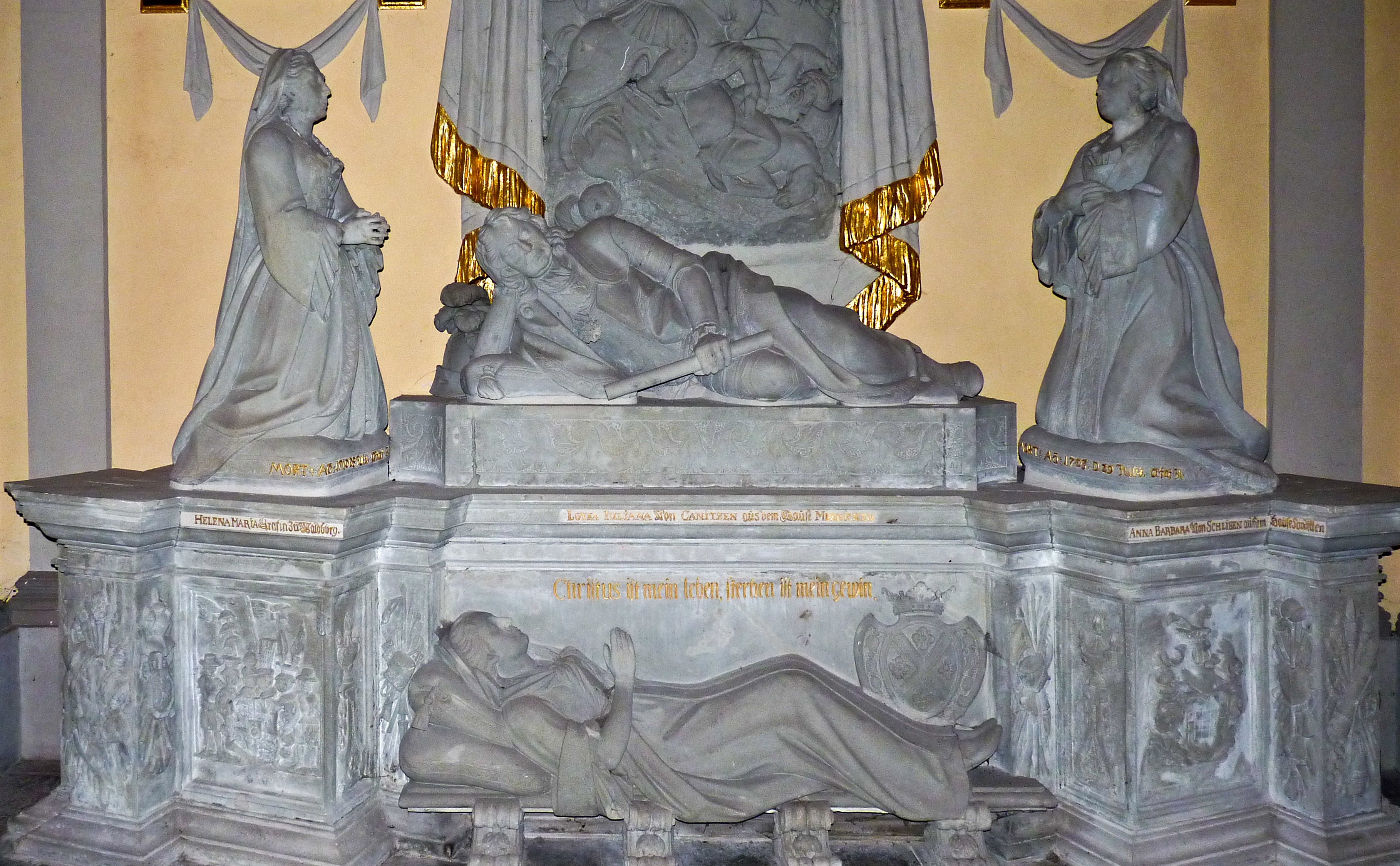
Épitaphe et tombeau

Otto Friedrich von der Groeben est le fils du général de division électoral brandebourgeois et gouverneur de Marienwerder et Riesenburg Georg Heinrich von der Groeben (de) (1630-1697) issu de la famille von der Groeben, originaire de la Marche et installée en Prusse-(Orientale) depuis le XVe siècle. Sa mère est Barbara Dorothea von Gattenhofen (1635-1694). Bien que de confession protestante, il étudie de 1666 à 1673 au prestigieux lycée jésuite de Rößel dans le principauté épiscopale de Varmie, où il reçoit une formation classique approfondie.
En 1673, âgé de 17 ans, il rejoint le colonel polonais Christoph Meglin et voyage avec lui dans les États italiens et à Malte. Depuis Malte, il participe à un raid contre l'Empire ottoman, probablement par manque d'argent et soif d'aventure, où il subit une blessure. Après cela, il voyage en Égypte, en Palestine et à Chypre et enfin en Espagne, en France et en Angleterre. Pendant ce temps, il est également soldat au service du roi d'Espagne pendant un an. Après une absence de près de huit ans, il revient en Brandebourg-Prusse en 1680. Il est allé à Berlin, où il sert le grand électeur Frédéric-Guillaume en tant que gentilhomme de la chambre.
Au printemps 1682, l'électeur confie à Groeben, qui est nommé major dans l'armée électorale brandebourgeoise, la direction d'une seconde expédition coloniale brandebourgeoise vers les côtes de Guinée, probablement aussi en raison de son expérience de voyage. Cette expédition vise à établir une colonie permanente brandebourgeoise et des forts armés pour la protéger. Cette expédition a été précédée d'une expédition commerciale brandebourgeoise, qui a été dépêchée sur les côtes de Guinée et d'Angola en septembre 1680, conduite par le commandant de la frégate Moriaen, Philipp Pietersen Blonck. Le 16 mai 1681, un traité d'amitié et de commerce est conclu avec les trois chefs Ahanta Pregate, Sophonie et Apany sur la Côte d'Or, à l'ouest du Cap des Trois-Pointes, autorisant les Brandebourgeois à construire un établissement et un fort. Dès le retour des Moriaen en août 1681, on commence à équiper une nouvelle expédition, ce qui encourage en même temps la création de la Compagnie brandebourgeoise africaine.
L'expédition coloniale de Groeben débute le 16 mai 1682 lorsque les deux navires de la marine  électorale brandebourgeoise Moriaen (32 canons) et Churprinz von Brandenburg (12 canons), quittent l'Elbe en direction de la Côte de l'Or. Le 27 décembre 1682, Groeben foule pour la première fois le sol africain au Cap des Trois-Pointes près du village d'Accada. Cependant, après avoir rencontré des Néerlandais apparus soudainement, ils continuent à naviguer et débarquèrent quelques milles marins au nord-ouest. C'est là, près du village de Poquesoe (aujourd'hui Princes Town), que l'on trouve un emplacement approprié pour le futur fort. C'est également à cet endroit qu'a lieu, le 1er janvier 1683, le cérémonial militaire de la levée du drapeau brandebourgeois. Immédiatement après la levée du drapeau, la construction du fort Groß Friedrichsburg commence. Le 5 janvier 1683, le traité avec les Ahanta est renouvelé.
Pendant les travaux de construction, la fièvre sévit parmi les Brandebourgeois et, par moments, seuls cinq hommes sur quarante sont encore opérationnels. Groeben tombe également malade. Les deux ingénieurs de la forteresse meurent et tous les autres sont trop faibles ou occupés à soigner les malades, si bien que les travaux de construction sont bientôt interrompus. Après avoir récupéré quelque peu, Groeben navigue avec le Moriaen et les malades vers l'île portugaise de São Tomé, où ils se sont rapidement rétablis. Sur le chemin du retour, il explore en détail la Baie des Crabes (Camerones), quelques régions du Cameroun et les côtes des royaumes du Bénin et d'Ardra (Allada). Après un court séjour à Groß Friedrichsburg, il confie le commandement de la forteresse de Groß Friedrichsburg et la direction de la suite des travaux à Philipp Pietersen Blonck et rentra chez lui avec le Moriaen en juillet ou août 1683, en passant par l'Angleterre et l'Écosse. Le second navire, le Churprinz von Brandenburg, navigue vers Antilles avec des esclaves africains destinés à la vente.
Lorsque Groeben arrive en Brandebourg-Prusse après 18 mois au total, le Grand Électeur l'honore en tant que fondateur de la première colonie brandebourgeoise et le récompense en lui donnant le droit de succéder au poste de capitaine de bureau sur Marienwerder et Riesenburg, que son père détenait depuis 1662.
En 1686, Groeben, qui devient général de division polonais en 1684, entre au service de la république de Venise pour participer à la reconquête de la Morée sous les ordres de Francesco Morosini lors de la grande guerre turque. À son retour l'année suivante, il reçoit l'ordre de la Générosité. La même année, sans doute parce que le mariage lui semble être un « remède efficace contre sa fièvre chronique des voyages », il se marie avec Anna Barbara von Schlieben. Le 10 mai 1688, le prince électeur Frédéric III de Brandebourg prend Groeben à son service en tant que major général et le nomme chambellan. Depuis lors, Groeben n'apparaît plus sur le plan militaire. Il se consacre à l'exploitation de ses biens et à l'écriture. En 1694, son Orientalische Reisebeschreibung des Brandenburgischen Edelichen Pilgers Otto Friedrich von der Gröben, nebst der Brandenburgischen Schiffahrt nach Guinea, und der Verrichtung zu Morea paraît à Marienwerder, dans l'imprimerie spécialement créée à cet effet par Simon Reiniger, originaire d'Elbing, dans laquelle il raconte ses voyages. Le livre, richement décoré, contient la première œuvre connue du peintre Georg Lisiewski (de). En 1697, Groeben succède à son père comme gouverneur de Marienwerder et Riesenburg. En 1700, il publie l'épopée allégorique « Des edlen Bergone und seiner tugendhafften Areteen denckwürdige Lebens- und Liebesgeschichte ». L'année de sa mort, il est chambellan royal prussien depuis 1704 et lieutenant général royal polonais depuis 1719.
Otto Friedrich von der Groeben meurt le 30 janvier 1728 dans sa propriété près de Marienwerder. Il est enterré dans la chapelle construite pour lui en 1705 sur le côté nord de la cathédrale de Marienwerder (de). C'est là que se trouve son tombeau baroque.

## Famille
Otto Friedrich von der Groeben se marie trois fois. Après la mort de sa première épouse Anna Barbara von Schlieben (morte en 1703), il se marie en 1704 avec la comtesse Helena Marie, la fille de Joachim Heinrich Truchsess von Waldburg (de) (mort le 8 juillet 1710) puis en 1711 avec Luise Juliane von Kanitz (de) (morte en 1730) veuve du major Franz Sigismund von Plotho. Il a 18 enfants avec ses épouses.
Du mariage avec Barbara von Schlieben :
- Abraham Bogislaw, (né le 23 mai 1689 et mort le 15 mars 1733,) seigneur héréditaire de Neudörfchen, Wöterkeim et Boritten, major polonais marié avec Maria Eleonore von der Groeben ad H Schrengen
- Anna Barbara (née le 21 janvier 1691 et morte le 14 février 1705) mariée en 1706 avec Bogislaw Albrecht von Oelsen (de)
- Jacob Friedrich (né le 27 décembre 1693 et mort le 13 juillet 1747) marié en 1716 avec Eleonore Luise von der Groeben H. Beeslack (née en décembre 1699 et morte le 4 avril 1759)
- Marie Eleonore (née le 25 juillet 1695) mariée avec Moritz Dietrich von Weyher (de)
- Catherine Charlotte (née le 16 décembre 1696) mariée avec Johann Ernst von Canitz (de)
- Catherine Barbara mariée avec Albrecht Ludwig von Hohendorf (de)

Du mariage avec Helene Marie von Waldburg :
- Joachim Heinrich (né le 9 juillet 1705 et mort le 25 juillet 1768) marié en 1738 avec Luise Henriette von Hünicke (née le 28 février 1718 et morte le 25 janvier 1772) (parents de Karl Ernst August von der Groeben (de))
- Otto Eugène Friedrich (né le 13 novembre 1706  et mort en 1722)
- Karl Ernest (né le 29 décembre 1707) premier lieutenant prussien et 1735 chevalier de Saint-Jean, puis capitaine impérial, mort en tant que major français
- Johann George (de) (né le 16 janvier 1709 et mort le 10 février 1777), administrateur de l'arrondissement de Rastenburg (de) marié en 1730 avec Gertrud Gottliebe von Troschke (née le 30 décembre 1706 et morte le 3 septembre 1776)

Du mariage avec Luise Juliane von Kanitz :
- Otto Friedrich (né le 8 mai 1712 et mort en 1753) seigneur héréditaire de Reyten et Keilhof, lieutenant-colonel prussien marié avec Louise Beate von Prömock, veuve d'Ernst Heinrich von Weyssel auf Reyten
- Christophe Ludwig (né le 4 juillet 1713) se rend à Livourne en 1744 et de là en Corse et meurt célibataire en tant que colonel impérial
- Marie-Catherine Louise (née le 10 août 1714 et morte en novembre 1755) mariée avec Joachim Erdmann von der Groeben H. Schrengen (né le 23 septembre 1702)

## Honneurs
À Berlin-Kreuzberg, le Gröbenufer (de) est nommé d'après Otto Friedrich von der Groeben de 1895 à 2009.
La Kriegsmarine donne son nom à son navire d'accompagnement Von der Groeben (de).

## Publications
- Orientalische Reise-Beschreibung, des brandenburgischen Pilgers Otto Friedrich von der Gröben: Nebst d. Brandenburgischen Schifffahrt nach Guinea und der Verrichtung zu Morea, unter ihrem Titel. Reiniger, Marienwerder 1694.
  - Ein Nachdruck erschien 2013 mit einem Vorwort von Ulrich van der Heyden bei Olms, Hildesheim, Zürich, New York,  (ISBN 978-3-487-14879-3).
- Des edlen Bergone und seiner tugendhafften Areteen denckwürdige Lebens- und Liebesgeschichte. Zum Nutz u.Vergnügen edeler Gemüther ... welche daraus die Sitten und Gebräuche vieler Völcker u.d. ausführliche Beschreibung Italien, der Heiligen u. anderer Länder ersehen können. Simon Reiniger, Danzig 1700.
- Voorname Scheepsogt Van Jonkheer Otho Fridrich van der Greuben, Brandenburgs Edelman, Na Guinea, Met 2 Keur-Vorstelijke Fregatten, Gedaan in het Jaar 1682... : Verhandelende ... de gelegentheeden van verscheyde Zee-Kusten in Africa ... der Greyn-kust, Tand- of Quaqua-kust, Goud-kust ..., en des Reysigers Togt van daar na Terra Nova in America gelegen : Als mede den Aart, Zeeden, Gewoontens, ... ; Door den Reysiger selfs opgeteeknet en nu ... uyt het Hoogduyts vertald ; Met ... Register en Konst-Printen... enthalten in: Johan Lodewyk Gottfried, De Aanmerkens-waardige Voyagien Door Francoisen, Italiaanen, Deenen, Hoogduytsen en andere Vreemde Volkeren gedaan Na Oost- en West-Indien... Het 2.Stuk. Leiden 1706.